# Capys
Kapys Sylwiusz (łac. Capys Silvius) – siódmy legendarny król miasta Alba Longa, syn Atysa Sylwiusza, ojciec Kapeta Sylwiusza, potomek Eneasza. Jego przydomek pochodzi od imienia Sylwiusza. Podobno rządził 28 lat.